# 小林勝利
小林 勝利（こばやし かつとし）は、日本の男性アニメーター、キャラクターデザイナー。

## 参加作品

### テレビアニメ
- サザエさん（1969年 - 、原画）
- おんぶおばけ（1972年 - 1973年、作画監督）
- ジムボタン（1974年 - 1975年、キャラクターデザイン）
- まいっちんぐマチコ先生（1981年 - 1983年、原画）
- アニメ親子劇場（1981年 - 1982年、原画）
- 少年宮本武蔵 わんぱく二刀流（1982年、原画）
- ときめきトゥナイト（1982年 - 1983年、作画監督）
- キャプテン（1983年、原画）
- ルパン三世 PARTIII（1984年 - 1985年、作画監督）
- 星銃士ビスマルク（1984年 - 1985年、作画監督）
- 六三四の剣（1985年 - 1986年、作画監督）
- Oh!ファミリー（1986年 - 1987年、総作画監督・作画監督）
- ハーイあっこです（1988年 - 1989年、作画総監督・作画監督）
- つるピカハゲ丸くん（1988年、原画）
- シートン動物記（1989年 - 1990年、キャラクター監修）
- クッキングパパ（1990年 - 1991年、作画監督）
- クッキングパパ（1992年 - 1995年、監督補）
- コボちゃん（1992年 - 1994年、原画）
- ポコニャン!（1993年 - 1996年、作画監督）
- 楽しいウイロータウン（1993年 - 1994年、作画監督）
- 銀河戦国群雄伝ライ（1994年 - 1995年、作画監督）
- ヤマトタケル（1994年、作画監督・原画）
- ロックマン USA（1994年 - 1995年、作画監督）
- 恐竜冒険記ジュラトリッパー（1995年、作画監督）
- 飛べ!イサミ（1995年 - 1996年、作画監督）
- ビット・ザ・キューピッド（1995年 - 1996年、作画監督）
- バーチャファイター（1995年 - 1996年、作画監督・原画）
- るろうに剣心 -明治剣客浪漫譚-（1996年 - 1998年、原画）
- こちら葛飾区亀有公園前派出所（1996年 - 2004年、原画）
- きこちゃんすまいる（1996年 - 1997年、作画監督）
- ポケットモンスター（1997年 - 2002年、作画監督・原画）
- 超特急ヒカリアン（1997年 - 2000年、作画監督）
- アニメがんばれゴエモン（1997年 - 1998年、作画監督）
- セクシーコマンドー外伝 すごいよ!!マサルさん（1998年、原画）
- グランダー武蔵RV（1998年、作画監督）
- 浦安鉄筋家族（1998年、作画監督）
- To Heart（1999年、作画監督）
- ニャニがニャンだー ニャンダーかめん（2000年 - 2001年、作画監督）
- 犬夜叉（2000年 - 2004年、原画）
- ゴーゴー五つ子ら・ん・ど（2001年 - 2002年、作画監督）
- ロックマンエグゼ（2002年 - 2003年、作画監督・原画）
- 電光超特急ヒカリアン（2002年 - 2003年、作画監督）
- ハングリーハート WILD STRIKER（2002年 - 2003年、作画監督）
- NARUTO -ナルト-（2002年 - 2007年、原画）
- コロッケ!（2003年 - 2005年、原画）
- それいけ!ズッコケ三人組（2004年、作画監督・原画）
- 陸奥圓明流外伝 修羅の刻（2004年、作画監督・原画）
- BLEACH（2004年 - 2011年、原画）
- 交響詩篇エウレカセブン（2005年 - 2006年、原画）
- パタリロ西遊記!（2005年、作画監督）
- プレイボール（2005年、作画監督・原画）
- 吉宗（2006年、作画監督）
- ポケットモンスター ダイヤモンド&パール（2006年 - 2010年、原画）
- ヤッターマン（2008年 - 2009年、原画）
- イナズマイレブン（2008年 - 2011年、原画）
- ライブオン CARDLIVER 翔（2008年 - 2009年、原画）
- 獣の奏者 エリン（2009年、原画）
- ジュエルペット（2009年 - 2010年、原画）
- こんにちは アン 〜Before Green Gables（2009年、原画）
- 爆丸 バトルブローラーズ ニューヴェストロイア（2009年 - 2010年、原画）
- 爆丸 バトルブローラーズ ガンダリアンインベーダーズ（2010年 - 2011年、原画）
- べるぜバブ（2011年 - 2012年、原画）
- ダンボール戦機（2011年 - 2012年、原画）
- 雪の女王（2011年、原画）
- 戦国乙女〜桃色パラドックス〜（2011年、原画）
- 電波女と青春男（2011年、原画）
- イナズマイレブンGO（2011年 - 2012年、原画）
- バトルスピリッツ 覇王（2011年 - 2012年、原画）
- ダンボール戦機W（2012年 - 2013年、原画）
- NARUTO -ナルト- SD ロック・リーの青春フルパワー忍伝（2012年 - 2013年、原画）
- あっちこっち（2012年、原画）
- LUPIN the Third -峰不二子という女-（2012年、原画）
- 黒子のバスケ（2012年、原画）
- イナズマイレブンGO クロノ・ストーン（2012年 - 2013年、原画）
- 人類は衰退しました（2012年、原画）
- バトルスピリッツ ソードアイズ（2012年 - 2013年、原画）
- アイカツ!（2012年 - 、原画）
- ダンボール戦機WARS（2013年、原画）
- ドラえもん（2005年 - 、原画）
- 機巧少女は傷つかない（2013年、原画）
- LINE TOWN（2013年 - 、原画）
- 弱虫ペダル（2013年 - 、原画）
- 桜Trick（2014年、原画）
- 妖怪ウォッチ （2014年、原画）
- マンガ家さんとアシスタントさんと（2014年、原画）
- 団地ともお（2014年、原画）
- 少年アシベ GO! GO! ゴマちゃん（2016年、原画）
- ばくおん!!（2016年、原画）
- ゆらぎ荘の幽奈さん（2018年、原画）
- 魔入りました!入間くん（2019年、原画）
- トミカ絆合体 アースグランナー（2020年、原画）
- ブルーピリオド（2021年、原画）
- Extreme Hearts（2022年、原画）

### OVA
- ラブ・ポジション ハレー伝説（1985年、サブキャラクターデザイン・作画監督補佐・原画[1]）
- ホタルかがやく（1991年、作画監督）
- 名探偵コナン コナンと平次と消えた少年（2003年、作画監督・原画）

### 劇場アニメ
- がんばれゴエモン 地球救出大作戦（1998年、作画監督、原画）
- 劇場版イナズマイレブンGO 究極の絆 グリフォン（2011年、原画）